# 博爾沙

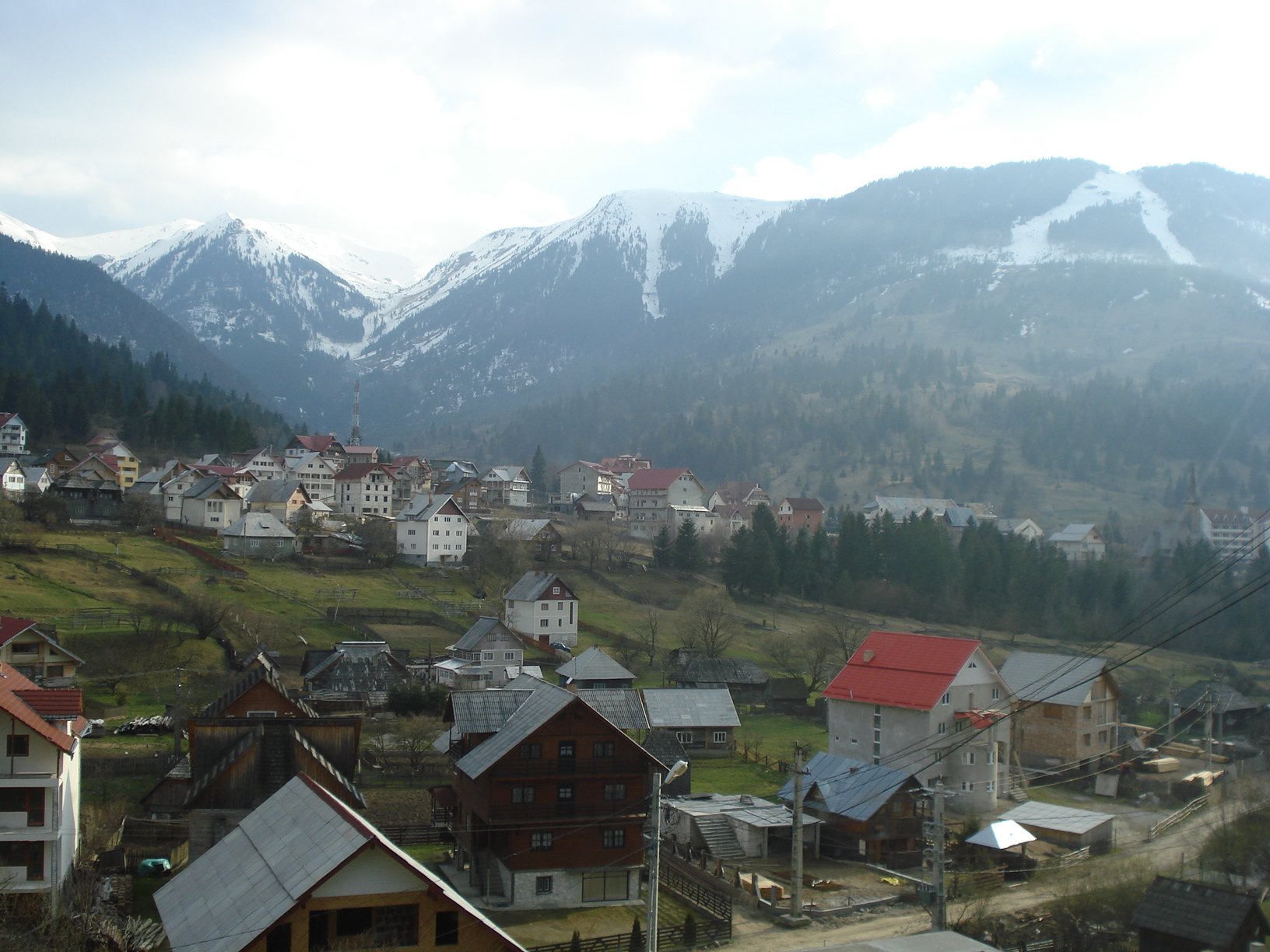

博爾沙是羅馬尼亞的城鎮，位於該國北部，距離首府巴亞馬雷142公里，由馬拉穆列什縣負責管轄，面積424.12平方公里，海拔高度700米，2009年人口28,148。